# 武山垦殖场
武山垦殖场是中华人民共和国江西省吉安市泰和县下辖的一个类似乡级单位。泰和县两个综合垦殖场之一（另一个为泰和垦殖场），总部位于县城西郊的武山，其下辖的农场、林场分布于马市、苏溪、桥头、小龙等乡镇，实际管辖面积67.86平方公里（101783亩），目前全场总人口2680人，其中在职干部职工874人。
武山垦殖场是集农、林、工、牧、商贸为一体的特殊企业，在行政管理上与各乡、镇并列，直属泰和县管辖。

## 行政区划
武山垦殖场下辖以下村级行政区划单位：
总场生活区、油居分场生活区、雪山林场生活区、高山林场生活区、武山茶厂生活区、武溪分场生活区和电管站生活区。